# Superfreakonomia
Superfreakonomia. Globalne ochłodzenie, patriotyczne prostytutki i dlaczego zamachowcy samobójcy powinni wykupić polisę na życie (tytuł oryginalny: SuperFreakonomics: Global Cooling, Patriotic Prostitutes and Why Suicide Bombers Should Buy Life Insurance) – kontynuacja światowego bestsellera Freakonomia. Świat od podszewki, napisana przez ekonomistę University of Chicago Stevena Levitta oraz dziennikarza The New York Times Stephena Dubnera.

## Spis treści
- Wstęp. Jak połączyć freaka z ekonomią?
- Rozdział 1. Dlaczego uliczna prostytutka przypomina Świętego Mikołaja z domu towarowego?
- Rozdział 2. Dlaczego zamachowcy-samobójcy powinni wykupić polisę na życie?
- Rozdział 3. Niewiarygodne historie o obojętności i altruizmie.
- Rozdział 4. Rozwiązanie jest w zasięgu ręki.
- Rozdział 5. Co łączy Ala Gore’a z wulkanem Pinatubo?
- Epilog. Małpa też człowiek.